# Уба (приток Илети)
Уба — река в России, протекает по Марий Эл. Устье реки находится в 78 км по правому берегу реки Илети. Длина реки составляет 19 км, площадь водосборного бассейна — 77,8 км².

## Течение
Исток реки расположен западнее посёлка Октябрьский. Река течёт на юг, протекает по западной окраине посёлка Октябрьский, после чего уходит в ненаселённый лесной массив Среднее, и нижнее течение реки проходит по территории национального парка Марий Чодра.

## Данные водного реестра
По данным государственного водного реестра России относится к Верхневолжскому бассейновому округу, водохозяйственный участок реки — Волга от Чебоксарского гидроузла до города Казань, без рек Свияга и Цивиль, речной подбассейн реки — Волга от впадения Оки до Куйбышевского водохранилища (без бассейна Суры). Речной бассейн реки — (Верхняя) Волга до Куйбышевского водохранилища (без бассейна Оки).
Код объекта в государственном водном реестре — 08010400712112100001784.